# Archidiocèse d'Antequera
L'archidiocèse d'Antequera (en latin : Archidioecesis Antequerensis ; en espagnol : Arquidiócesis de Antequera) est un archidiocèse métropolitain de l'Église catholique du Mexique.

## Territoire

Archidiocèse d'Antequera
Suffragants

Il comprend 326 municipalités de l'État de Oaxaca ce qui correspond à un territoire d'une superficie de 34 000 km2 divisé en 123 paroisses.
Le siège archiépiscopal est à Oaxaca de Juárez (ville qui portait jusqu'en 1821 le nom d'Antequera de Oaxaca) où se trouve la cathédrale Notre-Dame-de-l'Assomption ainsi que la basilique Notre-Dame-de-la-Solitude (es).

## Historique
Le diocèse d'Antequera est érigé le 21 juin 1535 par la bulle Illius fulciti praesidio du pape Paul III en prenant une partie du territoire du diocèse de Tlaxcala (aujourd'hui archidiocèse de Puebla de los Ángeles). Il est nommé suffragant de l'archidiocèse de Séville comme le sont tous les premiers diocèses créés en Amérique entre 1511 et 1546.
C'est la troisième diocèse institué dans la vice-royauté de Nouvelle-Espagne après celui de Carolense érigé en 1519 (aujourd'hui archidiocèse de Puebla de los Ángeles) et le diocèse de Mexico créé en 1530 (aujourd'hui archidiocèse de Mexico).
Il cède une portion de son territoire le 19 mars 1539 pour l'érection du diocèse de Chiapas (aujourd'hui diocèse de San Cristóbal de Las Casas).
Par la bulle Super universas orbis ecclesiae du 12 février 1546, le pape Paul III élève au rang d'archidiocèse métropolitain Mexico ainsi que Saint-Domingue (dans la vice-royauté de Nouvelle-Espagne) et Lima (dans la vice-royauté du Pérou) qui deviennent ainsi les trois premiers archidiocèses de l'Empire espagnol en Amérique. À partir de cette date, les diocèses d'Amérique cessent d'être suffragants de l'archidiocèse de Séville et intègrent une de ces trois provinces ecclésiastiques. Le diocèse d'Antequera incorpore celle de l'archidiocèse de Mexico.
À la fin du XVIe siècle, l'évêque Bartolomé de Ledesma fonde un collège pour clercs pauvres, qui contribue à la formation du clergé diocésain pendant plusieurs décennies. Un véritable séminaire est fondé environ un siècle plus tard par l'évêque Tomás de Monterroso et inauguré le 12 avril 1673.
Il cède une portion de son territoire le 19 mars 1863 pour l'érection du diocèse de Veracruz-Jalapa (aujourd'hui archidiocèse de Xalapa). Il cède encore du territoire le 23 juin 1891 pour l'érection du diocèse de Tehuantepec; le même jour, il est élevé au rang d'archidiocèse métropolitain par la bulle Illud in primis du pape Léon XIII avec pour suffragants les diocèses de Yucatán (aujourd'hui archidiocèse du Yucatán), Chiapas (aujourd'hui diocèse de San Cristóbal de Las Casas), Tabasco et Tehuantepec.
Au XXe et XXIe siècles, il cède à plusieurs reprises des parties de son territoire pour la création de nouvelles circonscriptions ecclésiastiques : le 25 avril 1902 pour le diocèse de Mixtecas (aujourd'hui diocèse de Huajuapan de León), le 13 janvier 1962 pour le diocèse de Tehuacán, le 8 octobre 1972 pour la prélature territoriale de Huautla, le 8 janvier 1979 pour le diocèse de Tuxtepecet le 8 novembre 2003 pour le diocèse de Puerto Escondido.

## Évêques et archevêques
- Liste des évêques et archevêques d'Antequera